# Tiffany Townsend
Tiffany Townsend (née le 14 juin 1989) est une athlète américaine, spécialiste des épreuves de sprint.

## Biographie
En 2008, au cours des championnats du monde juniors de Bydgoszcz en Pologne, Tiffany Townsend se classe cinquième de l'épreuve du 200 mètres et remporte la médaille d'or du relais 4 × 100 m. En 2009, à Austin, elle porte son record personnel sur 100 mètres à 11 s 13. Elle remporte la médaille d'argent du relais 4 × 100 m lors des Universiades d'été de 2011, à Shenzhen en Chine. 
En juillet 2013, elle se classe deuxième du Meeting Herculis de Monaco, derrière l'Ivoirienne Murielle Ahouré, en établissant un nouveau record personnel en 22 s 26.

## Palmarès
| Date | Compétition                   | Lieu      | Résultat | Épreuve   | Temps         |
| ---- | ----------------------------- | --------- | -------- | --------- | ------------- |
| 2008 | Championnats du monde juniors | Bydgoszcz | 5e       | 200 m     | 23 s 64       |
| 2008 | Championnats du monde juniors | Bydgoszcz | 1re      | 4 × 100 m |               |
| 2011 | Universiade                   | Shenzhen  | 2e       | 200 m     | 22 s 96       |
| 2011 | Universiade                   | Shenzhen  | 2e       | 4 × 100 m | 43 s 48       |
| 2017 | Relais mondiaux de l'IAAF     | Nassau    | 3e       | 4 × 200 m | 1 min 30 s 87 |

### Records
| Épreuve | Performance         | Lieu   | Date            |
| ------- | ------------------- | ------ | --------------- |
| 100 m   | 11 s 13 (+ 1,8 m/s) | Austin | 4 avril 2009    |
| 200 m   | 22 s 26 (- 0,5 m/s) | Monaco | 19 juillet 2013 |